# لا بییا د دن فادریکه
لا بییا د دن فادریکه (به اسپانیایی: Villa de Don Fadrique) یک شهرستان در اسپانیا است که در کینتانار د لا اردن واقع شده‌است.

## خصوصیات
لا بییا د دن فادریکه ۸۳ کیلومترمربع مساحت و ۴٬۲۰۶ نفر جمعیت دارد و ۶۷۱ متر بالاتر از سطح دریا واقع شده‌است.